# Steccherinum ciliolatum
Steccherinum ciliolatum är en svampart som först beskrevs av Berk. & M.A. Curtis, och fick sitt nu gällande namn av Gilb. & Budington 1970. Steccherinum ciliolatum ingår i släktet Steccherinum och familjen Meruliaceae.   Inga underarter finns listade i Catalogue of Life.